# Гонсалвес, Ральф
Ральф Э́верард Гонса́лвес (англ. Ralph Everard Gonsalves; род. 8 августа 1946, Сент-Винсент) — премьер-министр Сент-Винсента и Гренадин с 29 марта 2001 года.

## Биография

### Образование
Родился в семье успешного фермера и продавщицы, потомок выходцев с португальского острова Мадейра. Начальное образование получил в католической школе в Колонари, продолжил обучение в средней школе для мальчиков в Кингстауне. В 1971 окончил Университет Вест-Индии (кампус Мона на Ямайке) с дипломами бакалавра экономики и магистра государственного управления. В 1969 году становился в своём университете лауреатом премии «Студент года».
В 1974 году получил степень PhD в Манчестерском университете. Тема диссертации — «Политическая экономия профсоюзов и производственные отношения в Уганде, 1950—1971 гг.» (во время написания работы год провел в угандийском Университете Макерере).
В 1980-х получил степень младшего барристера при профессиональной ассоциации адвокатов и судей Грейс-Инн в Лондоне. В 1981 году — степень полного барристера. На протяжении 12 лет работал адвокатом в Восточно-Карибском Верховном суде при Организации Восточно-карибских государств в Кастри (Сент-Люсия) по широкому кругу вопросов, но особенно в области конституционного, уголовного, административного, супружеского, договорного и имущественного права.

### От активиста до лидера оппозиции
Ещё во время учёбы был активно вовлечён в политическую деятельность, был президентом Гильдии студентов университета и возглавлял дискуссионный клуб, в 1968 году организовал студенческий протест против депортации Уолтера Родни ямайским правительством.
Был активистом Объединённого освободительного движения Юлу (YULIMO) марксистского толка. Когда оно в 1979 году объединилось с рядом других социалистических организаций в партию «Объединённое народное движение», в 1979—1982 годах возглавлял последнее.
С 1994 года заместитель лидера, с 6 декабря 1998 года лидер Единой лейбористской партии, образовавшейся в 1994 году при объединении Лейбористской партии с его Движением за национальное единство. Первоначально был депутатом Палаты собрания и заместителем тогдашнего лидера ОЛП Винсента Бича. 1 октября 1999 года официально возглавил парламентскую оппозицию.

### Премьер-министр
Стал премьер-министром вместо Арнима Юстейса после победы его партии на парламентских выборах в 2001, сохранил пост после следующих выборов в 2005, 2010, 2015 и 2020 годах.
Одновременно в 2001—2010 годах возглавлял министерства финансов, планирования, экономического развития, труда и информационных технологий, а с 2005 года — также национальной безопасности. В 2010—2015 годах занимал посты министра финансов, экономического планирования, национальной безопасности, законодательства, энергетики, развития морских и аэропортов и по делам Гренадин. С декабря 2015 года за ним остались министерства финансов, национальной безопасности, законодательства и по делам Гренадин. В 2017 году передал пост министра финансов своему сыну, депутату парламента и бывшему послу в ООН, Камилло Гонсалвесу.
В 2009 году инициировал проведение референдума по установлению в стране республиканского строя, однако против этого высказались 55,6 % голосовавших. В 2016 году отменил присягу на верность королеве для государственных служащих.
Несколько раз занимал пост председателя Карибского сообщества (КАРИКОМ).
На выборах 2020 года его партия получила 49,6 % голосов и 9 из 15 мест в парламенте. В ходе кампании Гонсалвеш приводил в пример своей деятельности построенные аэропорты Аргайл и Кануан, а также исчезнувшую потребность в кредитах от Организации Восточно-карибских государств, а также заявлял, что иностранные стратеги руководили кампанией оппозиции и шпионили за ЕЛП.
Его левые убеждения, радикальные экономические реформы и установление связей с Венесуэлой и Кубой снискали ему прозвище Товарищ Ральф. Произвел коренные изменения в области образования, что привело к расширению доступа к образованию для населения. Является сторонником смертной казни. Считается, что каждый раз выполняет свои предвыборные обещания.
Автор нескольких книг экономико-политического характера (о Карибском бассейне, Африке, профсоюзном движении, сравнительной политэкономии и вопросах экономического развития) и ряда памфлетов.
6 августа 2021 года был ранен во время акции протеста против обязательной вакцинации от COVID-19. Он шёл сквозь толпу, которая проводила митинг у здания парламента, и кто-то из протестующих кинул в него камнем, который попал ему в голову. Он был госпитализирован и затем его перевели на Барбадос для проведения МРТ.